# Castillo de Berat
El Castillo de Berat (en idioma albanés: Kalaja e Bashtovës) es un castillo situado en Berat, Albania. 

## Construcción
Está construido sobre una colina rocosa en la orilla izquierda del río Osum y es accesible solo desde el Sur. Después de haber sido incendiado por los romanos hacia el año 200 a. C., los muros se reforzaron en el siglo V bajo el emperador bizantino Teodosio II, y fueron reconstruidos durante el siglo VI bajo el emperador Justiniano I, y de nuevo en el siglo XIII bajo el déspota de Epiro, Miguel I Comneno Ducas, primo del emperador bizantino. La entrada principal, en la parte norte, está defendida por un patio fortificado y hay otras tres pequeñas entradas. La fortaleza de Berat, en su estado actual, aunque considerablemente dañada, sigue ofreciendo una magnífica vista. 
La importante superficie que abarca hizo posible albergar a una parte considerable de los habitantes de las ciudades cercanas. Los edificios en el interior de la fortaleza se construyeron durante el siglo XIII, y debido a su característica arquitectura son conservados como monumentos culturales. La población de la fortaleza era cristiana, y la fortaleza albergaba alrededor de 20 iglesias (la mayoría construidas durante el siglo XIII) y solo una mezquita, destinada para el uso de la guarnición turca, y de la que apenas quedan unas pocas ruinas y la base del minarete. Las iglesias de la fortaleza fueron dañadas a lo largo de los siglos, y solo algunas se han mantenido.

## Reconocimiento
El castillo de Berat aparece representado en el reverso de la moneda de 10 leks albaneses, acuñada en los años 1996 y 2000.

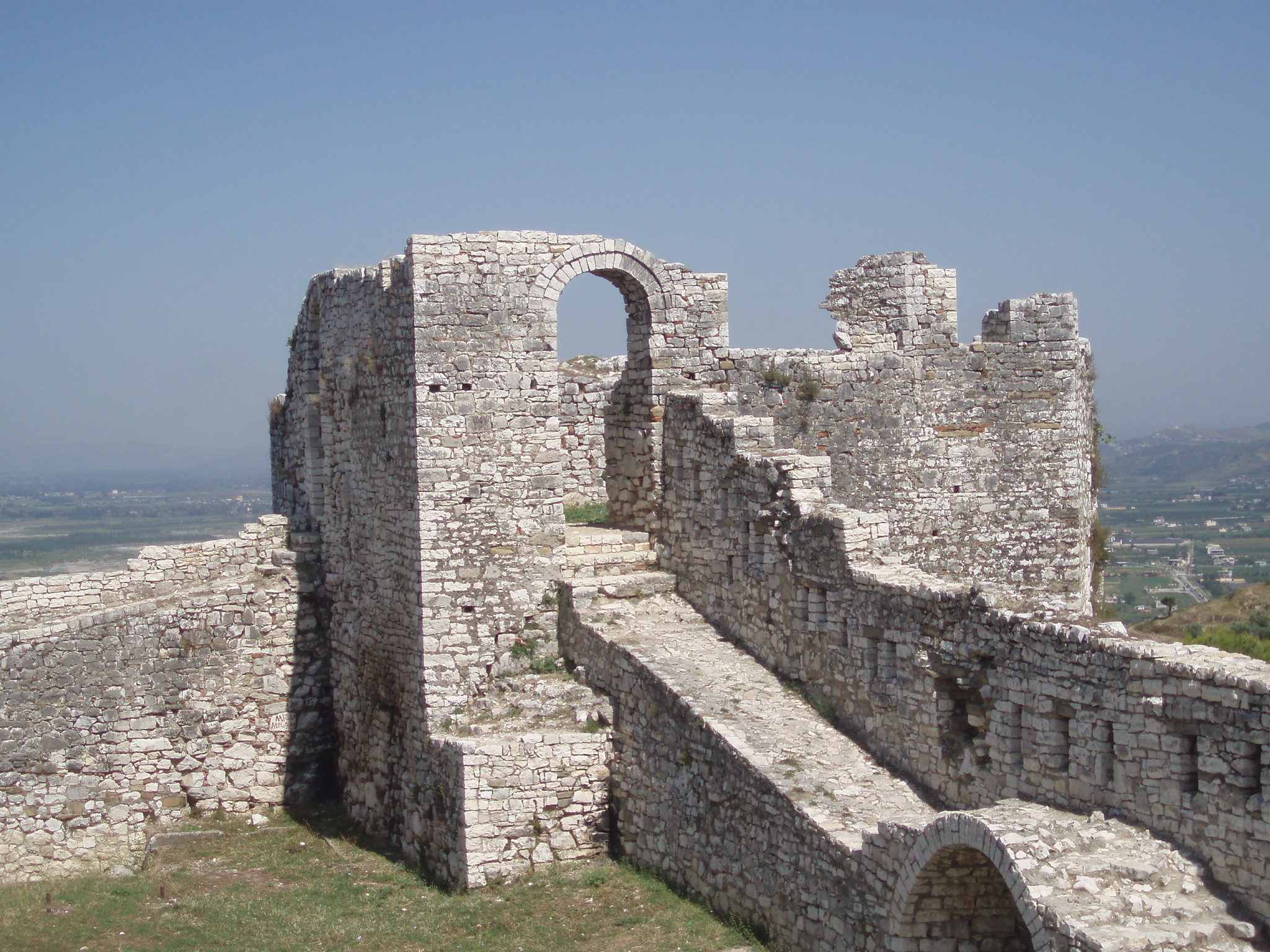
Ruinas del castillo